# Culex pedicellus
Culex pedicellus är en tvåvingeart som beskrevs av King och Harry Hoogstraal 1947. Culex pedicellus ingår i släktet Culex och familjen stickmyggor. Inga underarter finns listade i Catalogue of Life.